# 12 Songs of Christmas
12 Songs of Christmas —en español: 12 canciones de Navidad— es un álbum de Navidad de la cantante estadounidense Etta James, publicado el 13 de octubre de 1998 por la compañía discográfica Private Music. Producido por John Snyder, cuenta con estándares dispuestos en su mayoría por el pianista Cedar Walton y solos de Walton, George Bohanon en el trombón y Red Holloway en el saxofón tenor. Recibió generalmente reseñas positivas de los críticos. Después de su lanzamiento, alcanzó la posición cinco en la lista Top Blues Albums de Billboard.

## Composición

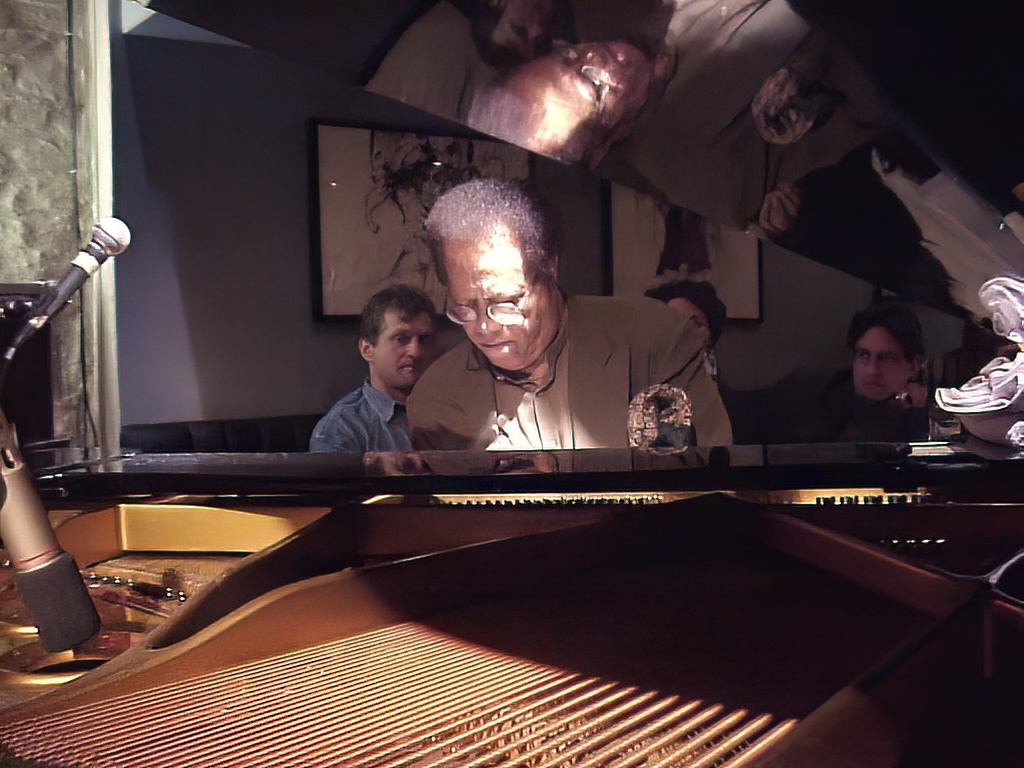
El arreglista y pianista Cedar Walton actuando en 2001.

12 Songs of Christmas consta de doce canciones navideñas con arreglos estándares en su mayoría por el pianista Cedar Walton y solos por Walton, George Bohanon en el trombón y Red Holloway en el saxofón tenor. El álbum combina estilos de blues de James con un sonido de jazz. Grabado en mayo y junio de 1998, fue producido por John Snyder con Lupe DeLeon sirviendo como productor ejecutivo.
El álbum abre con «Winter Wonderland», originalmente de Felix Bernard y Richard B. Smith, seguido de «Jingle Bells» de James Pierpont. Luego de una interpretación con «aire de blues» de «Merry Christmas, Baby», perteneciente a Lou Baxter y Johnny Moore, sigue «This Time of Year» (Hollis, Owens). Otras canciones navideñas que aparecen en el álbum incluyen a «Have Yourself a Merry Little Christmas» (Ralph Blane, Hugh Martin), «Santa Claus Is Coming to Town» de John Frederick Coots y Haven Gillespie y «White Christmas», original de Irving Berlin. «The Christmas Song (Chestnuts Roasting on an Open Fire)» de Mel Tormé y Robert Wells, «The Little Drummer Boy (Carol of the Drum)» (Katherine Kennicott Davis, Henry Onorati, Harry Simeone), «Silent Night» de Franz Xaver Gruber y Joseph Mohr y sigue con «Joy to the World» (George Frideric Handel, Lowell Mason, Isaac Watts). El álbum cierra con una versión de «O Holy Night» de Adolphe Adam y John Sullivan Dwight.

## Respuesta crítica
El material recibió generalmente reseñas positivas de los críticos. Jon Pareles de The New York Times escribió una reseña positiva para el álbum, y alegó que James convirtió los estándares en «arreglos de jazz suaves después de horas», el cual parecía «acogedor e íntimo». Escribió que Etta era «sorprendentemente reverente» y sonaba «francamente devota» en «Joy to the World». Matt Diehl de Entertainment Weekly sintió que las actuaciones de James traían «frescura y clase» y «rezumaba apasionadamente con alma de la vieja escuela». David Hinckley de Daily News concedió a 12 Songs con «dos y media estrellas» de cuatro. Rolling Stone lo llamó «una hazaña interpretativa replanteándose con un efecto de blues brillante en un árbol de Navidad». Dan DeLuca del Spartanburg Herald-Journal también felicitó la colección.
El álbum recibió algunas críticas negativas. Larry Nager de The Cincinnati Enquirer le otorgó dos de cuatro estrellas y escribió que James tenía la habilidad de hacer «el último disco azul de Navidad», pero no lo hizo. Nager felicitó a «Merry Christmas, Baby», pero consideró la interpretación como «una conexión de máquinas de discos un poco rara», entre los «sonidos Supper Club» que lo dejaron con «ganas de más».

## Lista de canciones
| 12 Songs of Christmas |                                                           |                                                                |          |  |
| N.º                   | Título                                                    | Escritor(es)                                                   | Duración |  |
| 1.                    | «Winter Wonderland»                                       | Felix Bernard, Richard B. Smith                                | 4:26     |  |
| 2.                    | «Jingle Bells»                                            | James Pierpont, tradicional                                    | 5:26     |  |
| 3.                    | «This Time of Year»                                       | Jesse Hollis, Cliff Owens                                      | 5:47     |  |
| 4.                    | «Merry Christmas, Baby»                                   | Lou Baxter, Johnny Moore                                       | 6:10     |  |
| 5.                    | «Have Yourself a Merry Little Christmas»                  | Ralph Blane, Hugh Martin                                       | 4:45     |  |
| 6.                    | «Santa Claus Is Coming to Town»                           | John Frederick Coots, Haven Gillespie                          | 6:22     |  |
| 7.                    | «White Christmas»                                         | Irving Berlin                                                  | 5:52     |  |
| 8.                    | «The Christmas Song (Chestnuts Roasting on an Open Fire)» | Mel Tormé, Robert Wells                                        | 4:23     |  |
| 9.                    | «The Little Drummer Boy (Carol of the Drum)»              | Katherine Kennicott Davis, Henry Onorati, Harry Simeone        | 4:59     |  |
| 10.                   | «Silent Night»                                            | Franz Xaver Gruber, Joseph Mohr, tradicional                   | 4:49     |  |
| 11.                   | «Joy to the World»                                        | George Frideric Handel, Lowell Mason, tradicional, Isaac Watts | 5:30     |  |
| 12.                   | «O Holy Night»                                            | Adolphe Adam, John Sullivan Dwight                             | 4:50     |  |
| 62:41                 |                                                           |                                                                |          |  |

## Personal
- Adolphe Adam – compositor

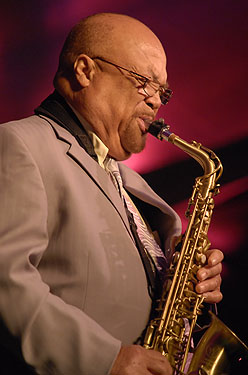
Red Holloway realiza solos de saxofón durante todo 12 Songs of Christmas.

- Robi Banerji – asistente de ingeniero
- Lou Baxter – compositor
- George Bohannon – trombón
- Ronnie Buttacavoli – fliscorno, trompeta
- Rudy Calvo – maquillaje
- John Clayton – bajo
- Lupe DeLeon – productor ejecutivo
- Michael O. Drexler – edición digital, ingeniero
- John Sullivan Dwight – compositor
- Franz Xaver Gruber – compositor
- George Frideric Handel – compositor
- Billy Higgins – batería
- Red Holloway – saxofón alto, saxofón tenor
- Etta James – arreglista, voz
- Sametto James – bajo eléctrico
- Lowell Mason – compositor
- Sonny Mediana – dirección de arte, fotografía
- Joseph Mohr – compositor
- Johnny Moore – compositor
- John Nelson – asistente de ingeniero
- Jay Newland – ingeniero
- James Pierpont – compositor
- Josh Sklair – arreglista, guitarra
- John Snyder – productor
- Cedar Walton – arreglista, piano
- Isaac Watts – compositor

Créditos adaptados de Allmusic.

## Listas
Tras el lanzamiento, 12 Songs of Christmas alcanzó la máxima posición en el número cinco de la lista Top Blues Albums de Billboard. En 1999, James tenía cinco álbumes posicionados en los Estados Unidos: Life, Love & the Blues (1998), 12 Songs of Christmas (1998), Heart of a Woman (1999), así como dos álbumes de compilación Best of Etta James y Her Best (1997).
| País (Lista 1998)                 | Mejor posición |
| --------------------------------- | -------------- |
| Estados Unidos (Top Blues Albums) | 5              |